# Варварина Гайка
Варварина Гайка — деревня в Калининском районе Саратовской области. Входит в состав сельского поселения Симоновское муниципальное образование. 

## География
Находится на расстоянии примерно 10 километров на восток-юго-восток от районного центра города Калининска.

## История
Основана в первой половине XVIII века.

## Население
Постоянное население составило 73 человека (русские 75%) в 2002 году, 35 в 2010.